# Comuna Voitinel, Suceava
Voitinel (în germană Woytinell) este o comună în județul Suceava, Bucovina, România, formată numai din satul de reședință cu același nume.

## Demografie
Componența etnică a comunei Voitinel
     Români (72,78%)
     Romi (19,64%)
     Alte etnii (0,2%)
     Necunoscută (7,39%)
Componența confesională a comunei Voitinel
     Ortodocși (46,03%)
     Penticostali (42,88%)
     Martori ai lui Iehova (3,5%)
     Alte religii (0,15%)
     Necunoscută (7,44%)
Conform recensământului efectuat în 2021, populația comunei Voitinel se ridică la 5.429 de locuitori, în creștere față de recensământul anterior din 2011, când fuseseră înregistrați 4.387 de locuitori. Majoritatea locuitorilor sunt români (72,78%), cu o minoritate de romi (19,64%), iar pentru 7,39% nu se cunoaște apartenența etnică. Din punct de vedere confesional, cei mai mulți locuitori sunt ortodocși (46,03%), cu minorități de penticostali (42,88%) și martori ai lui Iehova (3,5%), iar pentru 7,44% nu se cunoaște apartenența confesională.

## Politică și administrație
Comuna Voitinel este administrată de un primar și un consiliu local compus din 15 consilieri. Primarul, Maria Pleșca[*], de la Partidul Social Democrat, este în funcție din 2004. Începând cu alegerile locale din 2024, consiliul local are următoarea componență pe partide politice:
|  | Partid                          | Consilieri | Componența Consiliului | Componența Consiliului | Componența Consiliului | Componența Consiliului | Componența Consiliului | Componența Consiliului | Componența Consiliului | Componența Consiliului | Componența Consiliului | Componența Consiliului | Componența Consiliului |
|  | ------------------------------- | ---------- | ---------------------- | ---------------------- | ---------------------- | ---------------------- | ---------------------- | ---------------------- | ---------------------- | ---------------------- | ---------------------- | ---------------------- | ---------------------- |
|  | Partidul Social Democrat        | 11         |                        |                        |                        |                        |                        |                        |                        |                        |                        |                        |                        |
|  | Partidul Național Liberal       | 2          |                        |                        |                        |                        |                        |                        |                        |                        |                        |                        |                        |
|  | Alianța pentru Unirea Românilor | 2          |                        |                        |                        |                        |                        |                        |                        |                        |                        |                        |                        |

## Recensământul din 1930
Componența etnică a comunei Voitinel
     Români (99%)
     Germani (1%)
Componența confesională a comunei Voitinel
     Ortodocși (99%)
     Romano-catolici (1%)
Conform recensământului efectuat în 1930, populația comunei Voitinel se ridica la 1.800 locuitori. Majoritatea locuitorilor erau români (99,0%), cu o minoritate de germani (1,0%). Din punct de vedere confesional, majoritatea locuitorilor erau ortodocși (99,0%), dar existau și minorități de romano-catolici (1,0%).